# 斯瓦陶森冰原島峰
69°49′S 74°30′E / 69.817°S 74.500°E
斯瓦陶森冰原島峰是南極洲的冰原島峰，位於伊麗莎白公主地，處於卡洛琳米科爾森山東南約7公里，該島峰由挪威探險隊根據空中照片繪入地圖。